# Paulo César Magalhães
Paulo César Magalhães (Sant'Ana do Livramento, 27 de março de 1963), conhecido como Paulo César, é um ex-futebolista brasileiro, que atuava como lateral-esquerdo.

## Carreira
Iniciou a carreira profissional defendendo o Grêmio Football Porto Alegrense, pelo qual conquistou a Copa Libertadores da América e a Copa Intercontinental em 1983. Com os amigos Paulo Roberto e Renato Gaúcho formou o grupo que ficou conhecido como "Os Três Mosqueteiros".
Deixou o clube gaúcho no ano seguinte, quando foi defender o Clube de Regatas Vasco da Gama. Em seguida, jogou por Vitória, Remo, Goiás, Concórdia, Juventus de Santa Catarina, São Paulo de Rio Grande, 15 de Novembro de Campo Bom e Novo Hamburgo.
Depois de encerrar a carreira de jogador, passou a atuar como treinador e em seguida dirigente no Cerâmica da cidade de Gravataí, no Rio Grande do Sul.

## Títulos
Grêmio
- Copa Intercontinental: 1983
- Copa Libertadores da América: 1983